# 57. Internationale Sechstagefahrt

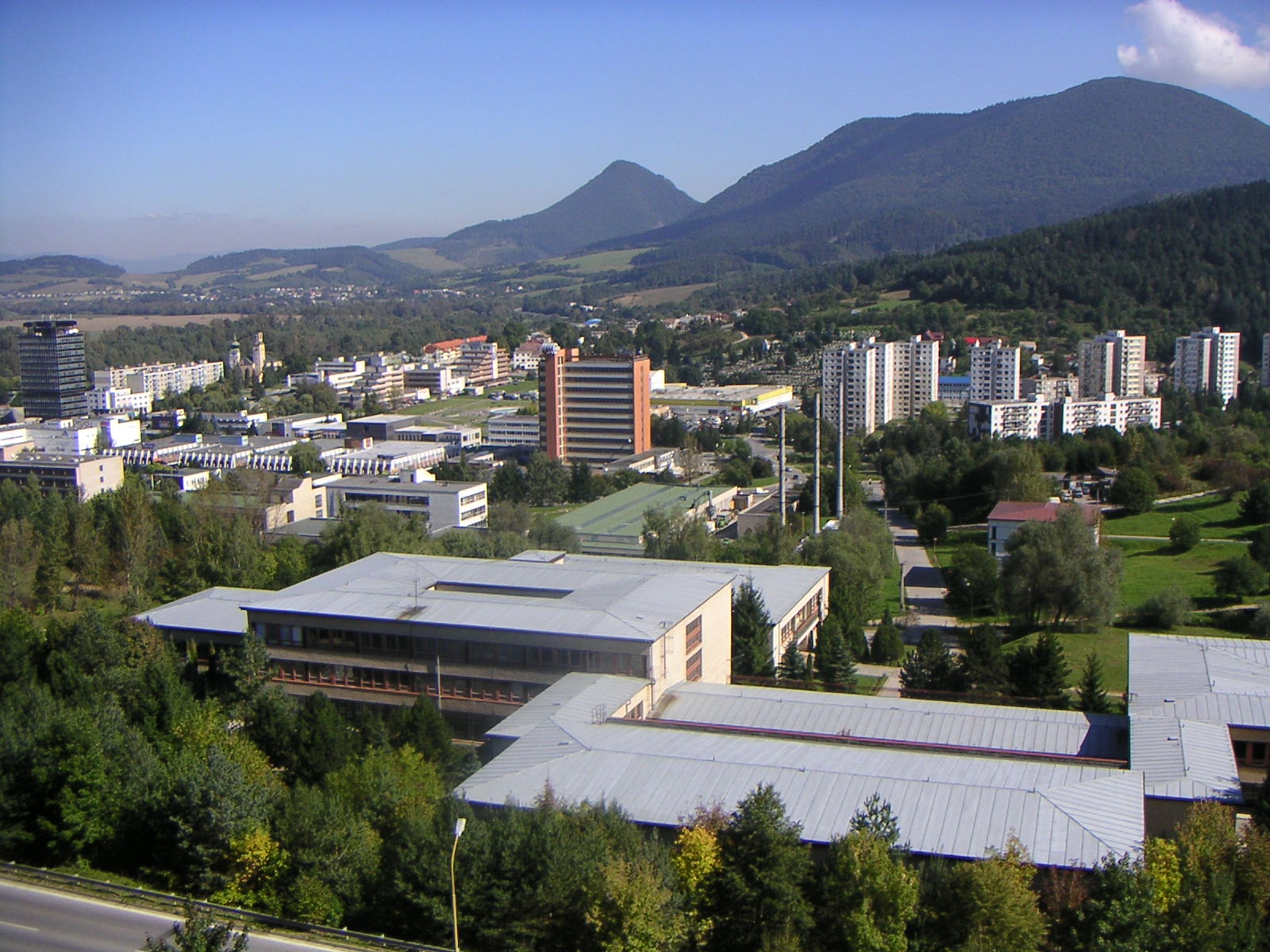
Považská Bystrica, Start- und Zielort der einzelnen Etappen

Die 57. Internationale Sechstagefahrt war die Mannschaftsweltmeisterschaft im Endurosport und fand vom 20. bis 25. September 1982 im tschechoslowakischen Považská Bystrica sowie der näheren Umgebung statt. Die Nationalmannschaft der gastgebenden Tschechoslowakei gewann zum fünfzehnten – und rückblickend letzten – Mal die World Trophy. Die Nationalmannschaft der DDR konnte zum dritten Mal die Silbervase gewinnen.

## Wettkampf

### Organisation
Der Wettbewerb fand zum neunten Mal in der Tschechoslowakei und nach der 52. Internationalen Sechstagefahrt (1977) zum zweiten Mal in Považská Bystrica statt.
Für den Wettkampf waren 307 Fahrer von 19 Motorsportverbänden der FIM gemeldet. Um die World Trophy und Silbervase fuhren Mannschaften aus 14 bzw. 15 Nationen. Zudem waren 34 Fabrik- und 40 Club-Mannschaften am Start.
DDR und BRD und Österreich nahmen jeweils an World Trophy und Silbervase teil. Die Schweiz stellte eine Silbervasenmannschaft.
Die Sonderprüfungen an den ersten fünf Fahrtagen waren täglich jeweils eine Beschleunigungsprüfung über 200 Meter auf Asphalt sowie zwei Motocrossprüfungen.

### 1. Tag
Die erste Tagesetappe führte nach dem Start in Považská Bystrica in zwei identischen Runden über insgesamt 276,4 Kilometer. das Wetter war für die Jahreszeit warm und niederschlagsfrei.
In der World Trophy führte die Mannschaft des Gastgebers Tschechoslowakei. In der Mannschaft der DDR schied Bernd Lämmel aus. Er war nach einem Sturz zunächst weiter gefahren, wurde später aber von Mannschaftsleiter Manfred Vogel aus dem Wettbewerb genommen und in eine Klinik gebracht. Dort wurde eine Gehirnerschütterung diagnostiziert. Für den Fahrerausfall standen fortan täglich 15.000 Punkte zu Buche, die Mannschaft lag auf dem 10. Platz.
Bei der Silbervase führte die Mannschaft der Tschechoslowakei.
36 Fahrer schieden aus dem Wettbewerb aus.

### 2. Tag
Am zweiten Tag waren in zwei Runden insgesamt 227,2 Kilometer zu fahren. Das Wetter blieb unverändert.
In der World Trophy führte die Mannschaft Schwedens vor der Tschechoslowakei.
Bei der Silbervase führte weiter die Mannschaft der Tschechoslowakei.

### 3. Tag
Am dritten Tag war die Strecke des Vortags mit minimalen Änderungen in umgekehrter Richtung zu absolvieren. Die Streckenlänge betrug insgesamt 277 Kilometer.
In der World Trophy führte die Mannschaft der Tschechoslowakei.
Bei der Silbervase führte unverändert die Mannschaft der Tschechoslowakei.

### 4. Tag
Die vierte Tagesetappe waren wieder zwei identische Runden über insgesamt 263,9 Kilometer. Am frühen Nachmittag gingen starke Gewitterschauer nieder, was den Streckenuntergrund stellenweise aufweichte.
In der World Trophy führte weiter die Mannschaft der Tschechoslowakei.
Bei der Silbervase übernahm nach Fahrerausfall im bis dahin führenden Team der ČSSR die Mannschaft der DDR Platz 1, die neben Finnland als einzige noch ohne Fahrerausfall waren.
66 Fahrer schieden aus dem Wettbewerb aus.

### 5. Tag
Am fünften Tag war die Strecke des vierten Tages in umgekehrter Richtung zu absolvieren. Durch kleine Änderungen im Verlauf betrug die Streckenlänge 266,3 Kilometer.
In der World Trophy führte nach wie vor die Tschechoslowakei. Die Mannschaft der DDR hatte sich auf den 4. Platz verbessert.
Bei der Silbervase führte wie am Vortag die Mannschaft der DDR vor Finnland und der Tschechoslowakei.
55 Fahrer schieden aus dem Wettbewerb aus.

### 6. Tag
Am letzten Fahrtag waren 97,2 Kilometer Strecke zu fahren. Das Abschluss-Motocrossrennen als letzte Sonderprüfung fand auf einem Kurs bei Sverepec statt. Dabei waren schnellstmöglich fünf Runden über jeweils 2,5 Kilometer zu fahren.
Im Team der BRD schied kurz vor Ende Reemy Janssen aus, wodurch die Mannschaft vom 5. auf den 9. Platz abrutschte.

## Endergebnisse

### World Trophy
| Platz | Team                            | Punkte     |
| ----- | ------------------------------- | ---------- |
| 1.    | Tschechoslowakei                | 35.352,22  |
| 2.    | Vereinigte Staaten              | 43.923,83  |
| 3.    | Frankreich                      | 59.612,20  |
| 4.    | Deutsche Demokratische Republik | 60.867,42  |
| 5.    | Schweden                        | 62.100,74  |
| 6.    | BR Deutschland                  | 65.029,74  |
| 7.    | Polen                           | 125.725,69 |
| 8.    | Niederlande                     | 136.775,68 |
| 9.    | Italien                         | 151.195,76 |
| 10.   | Österreich                      | 153.799,34 |
| 11.   | Australien                      | 226.978,11 |
| 12.   | Finnland                        | 316.900,61 |
| 13.   | Vereinigtes Königreich          | 360.718,67 |
| 14.   | Mexiko (a)                      | 394.327,39 |

### Silbervase
| Platz | Team                            | Punkte     |
| ----- | ------------------------------- | ---------- |
| 1.    | Deutsche Demokratische Republik | 2.947,50   |
| 2.    | Finnland                        | 8.358,99   |
| 3.    | Tschechoslowakei                | 46.898,97  |
| 4.    | Vereinigte Staaten              | 50.896,77  |
| 5.    | Italien                         | 65.102,69  |
| 6.    | Schweden                        | 66.654,87  |
| 7.    | Kanada                          | 100.084,26 |
| 8.    | Niederlande                     | 102.760,03 |
| 9.    | BR Deutschland                  | 105.795,35 |
| 10.   | Vereinigtes Königreich          | 110.300,47 |
| 11.   | Frankreich                      | 92.637,20  |
| 12.   | Schweiz                         | 115.617,64 |
| 13.   | Australien                      | 168.182,46 |
| 14.   | Polen (b)                       | 187.016,58 |
| 15.   | Österreich (b)                  | 190.348,01 |

### Club-Mannschaften
| Platz | Team                   | Punkte    |
| ----- | ---------------------- | --------- |
| 1.    | SVS Svazarm Praha II   | 6.771,59  |
| 2.    | AMK Svazarm Brno       | 33.170,77 |
| 3.    | Club Team Schweden     | 33.559,78 |
| 4.    | Club Team Jarva MK     | 36.224,85 |
| 5.    | RH Praha               | 37.281,62 |
| 6.    | Brebemoler Racing Club | 45.398,27 |

Es nahmen 40 Clubmannschaften teil, von denen 21 mindestens einen Fahrer im Ziel hatten.

### Fabrik-Mannschaften
| Platz | Team         | Punkte   |
| ----- | ------------ | -------- |
| 1.    | MZ I         | 561,90   |
| 2.    | Jawa II      | 1.053,91 |
| 3.    | MZ II        | 1.328,51 |
| 4.    | Husqvarna II | 4.749,26 |
| 5.    | Jawa III     | 5.059,32 |
| 6.    | Husqvarna I  | 5.755,68 |

Es nahmen 34 Fabrikmannschaften teil, von denen entsprechend den Regularien lediglich die erstplatzierte (MZ I) die Große Goldmedaille der FIM erhielt.

### Einzelwertung
| Klasse                 | Klassensieger (Motorrad)       | Punkte   |
| ---------------------- | ------------------------------ | -------- |
| bis 125 cm³ (Zweitakt) | Rolf Hübler (Simson)           | 5.766,31 |
| bis 175 cm³ (Zweitakt) | Josef Machachek (Jawa)         | 6.528,28 |
| bis 250 cm³ (Zweitakt) | Gualtiero Brissoni (Husqvarna) | 5.559,51 |
| bis 500 cm³ (Zweitakt) | Svenerik Jönsson (Husqvarna)   | 5.610,19 |